# Consiglio nazionale dell’economia e del lavoro
Der Consiglio nazionale dell’economia e del lavoro (CNEL) (deutsch: „Nationaler Wirtschafts- und Arbeitsrat“) ist ein von der Verfassung der Italienischen Republik vorgesehenes und 1957 eingerichtetes Organ zur Beratung von Regierung, Parlament und Regionen in den Bereichen Wirtschaft, Arbeit und Sozialpolitik. Der CNEL hat seinen Sitz in der Villa Lubin in Rom. Er ist Mitglied der International Association of Economic and Social Councils and Similar Institutions (AICESIS).

## Aufgaben
Rechtsgrundlagen für die Tätigkeit des CNEL sind im Wesentlichen der Artikel 99 der italienischen Verfassung und das (mehrmals modifizierte) Gesetz Nr. 936 vom 30. Dezember 1986.
Der CNEL erstellt auf Anfrage von Regierung, Parlament und Regionen Gutachten. Aus eigener Initiative gibt er Stellungnahmen ab zu Gesetzentwürfen sowie zu den bedeutendsten Themen der Wirtschafts-, Arbeits- und Sozialpolitik, auch unter Berücksichtigung von Umwelt- und Verkehrsfragen und europäischer und internationaler Rahmenbedingungen. Darüber hinaus gibt der CNEL Berichte, Studien und Untersuchungen über die konjunkturelle Entwicklung, den Arbeitsmarkt, die Einwanderung und die organisierte Kriminalität heraus.
Der CNEL hat in seinem Zuständigkeitsbereich ein Initiativrecht. Hiervon ausgenommen sind das Steuer-, das Haushalts- und das Verfassungsrecht. Ein Recht auf Gesetzesinitiative besteht auch dann nicht, wenn zu einem entsprechenden Thema bereits ein Gesetzentwurf vorliegt oder wenn die Regierung, das Parlament oder eine Region hierzu bereits ein Gutachten des CNEL angefordert haben.
Beim CNEL befindet sich das nationale Archiv der kollektiven Arbeitsverträge des privaten und öffentlichen Sektors sowie anderer Verträge und Abkommen der Arbeitgeber- und Arbeitnehmerverbände und anderer Sozialpartner. Hinzu kommen Datenbanken zur Verwaltung von Daten über die Immigration, den Arbeitsmarkt und unregulierte Berufe sowie eine territoriale Statistikdatenbank. Beim CNEL besteht auch ein nationales Koordinierungsorgan für die Integration von Ausländern auf lokaler Ebene, ein Beratungsorgan für Verkehrssicherheit und ein Organ zur Beobachtung des Marktes forstwirtschaftlicher Erzeugnisse und Dienstleistungen.

## Zusammensetzung
Der CNEL hat 65 für fünf Jahre bestellte Mitglieder:
- der Präsident des CNEL wird vom Staatspräsidenten ernannt;
- zehn ausgewiesene Experten aus den Bereichen der Wirtschafts-, Sozial- und Rechtswissenschaften, davon

- acht direkt vom Staatspräsidenten ernannt;
- zwei vom Staatspräsidenten ernannt, auf Vorschlag des Ministerpräsidenten nach entsprechendem Ministerratsbeschluss;

- 48 Vertreter des produzierenden Gewerbe und des Dienstleistungsbereichs des privaten und öffentlichen Sektors, davon

- 22 Arbeitnehmervertreter, darunter drei Vertreter der Arbeitnehmer in Führungspositionen;
- neun Vertreter der Selbständigen und der Freien Berufe;
- 17 Unternehmensvertreter;

- sechs Vertreter von Vereinigungen sozialer und ehrenamtlicher Art.

Die CNEL-Räte wählen unter ihresgleichen zwei Vizepräsidenten. Neben der Vollversammlung und einigen Leitungsgremien bestehen auf der Arbeitsebene verschiedene, auf einzelne Themen spezialisierte Kommissionen.
Zur Unterstützung besteht ein Generalsekretariat mit einem Generalsekretär an der Spitze, der vom Staatspräsidenten auf Vorschlag des Ministerpräsidenten nach entsprechendem Ministerratsbeschluss und nach Anhörung des CNEL-Präsidenten ernannt wird.

## Präsidenten
|    | Präsident                    | Amtszeit    |
| -- | ---------------------------- | ----------- |
| 1  | Meuccio Ruini                | 1958 – 1959 |
| 2  | Pietro Campilli              | 1959 – 1974 |
| 3  | Bruno Storti                 | 1977 – 1989 |
| 4  | Giuseppe De Rita             | 1989 – 2000 |
| 5  | Pietro Larizza               | 2000 – 2005 |
| 6  | Antonio Marzano              | 2005 – 2015 |
| 7  | Salvatore Bosco (ad interim) | 2015 – 2016 |
| 8  | Delio Napoleone (ad interim) | 2016 – 2017 |
| 9  | Tiziano Treu                 | 2017 – 2023 |
| 10 | Renato Brunetta              | seit 2023   |

## Kritik
Ein 2014 vom Kabinett Renzi initiiertes Verfassungsreformvorhaben, das Ende 2016 in einem Referendum abgelehnt wurde, sah unter anderem die Abschaffung des CNEL vor. Kritisiert wird an dem Organ insbesondere der geringe politische Einfluss. Andererseits weise die Existenz von vergleichbaren Institutionen in über 80 Staaten der Welt auf die potenzielle Sinnhaftigkeit des CNEL hin; das Organ solle daher nicht abgeschafft, sondern reformiert werden. 2012 wurde die Anzahl der Räte von 121 auf 65 reduziert. Seit 2015 erhalten sie für ihre Tätigkeit keine Vergütung mehr.